# Тиранчик-чубань гаянський
Тира́нчик-чуба́нь гаянський (Lophotriccus galeatus) — вид горобцеподібних птахів родини тиранових (Tyrannidae). Мешкає в Південній Америці.

## Таксономія
Гаянський тиранчик-чубань був описаний французьким натуралістом Жоржем-Луї Леклерком де Бюффоном в 1779 році в праці «Histoire Naturelle des Oiseaux» за зразком з Каєнни (Французька Гвіана). Науково вид був описаний в 1783 році, коли голландський натураліст Пітер Боддерт класифікував його під назвою Montacilla galeata. Згодом гаянського тиранчика-чубаня перевели до роду Lophotriccus, введеного німецьким орнітологом Гансом фон Берлепшем у 1884 році.

## Опис
Довжина птаха становить 10 см. Верхня частина тіла оливково-зелена, на голові невеликий сіруватий чуб. Крила чорнуваті з жовтуватими краями, поцятковані жовтими смужками. Нижня частина тіла білувата.  Горло, груди і боки поцятковані сірувато-жовтими смужками.

## Поширення і екологія
Гаянські тиранчики-чубані мешкають на півдні і сході Колумбії, на півдні і сході Венесуели, в Гаяні, Французькій Гвіані і Суринамі, на півночі бразильської Амазонії, а також на північному сході Перу та вузькою смугою в центральній Бразилії. Вони живуть в підліску та середньому ярусі вологих і сухих рівнинних тропічних лісів, на узліссях, в рідколіссях та порослих деревами саванах. Зустрічаються на висоті до 1000 м над рівнем моря.